# James White (basketballer)
James William White IV (Washington D.C., 21 oktober 1982) is een Amerikaanse basketballer die sinds 8 september 2007 onder contract staat bij Fenerbahçe Ülker. Hij komt bij de Turkse club uit in de Türkiye Basketbol Ligi.
White is afgestudeerd aan de universiteit van Cincinnati, waarna hij in 2006 begon aan zijn professionele basketbalcarrière. In het seizoen 2006/07 kwam de Amerikaan uit voor NBA-team San Antonio Spurs.
2 Ely · 
4 Finley · 
5 Horry · 
7 Oberto · 
9 Parker · 
11 Vaughn · 
12 Bowen · 
14 Udrih · 
15 Bonner · 
16 Elson · 
17 Barry · 
20 Ginóbili · 
21 Duncan · 
33 White · 
45 Butler · 
Coach Popovich